# مسجد علوي (ماليزيا)
مسجد العلوي، هو مسجد تاريخي يقع في كانجار في برليس، ماليزيا.

## التاريخ
اكتمل بناء المسجد في عام 1933 مع الأخذ في الإعتبار الهندسة المعمارية المغولية، وتم افتتاحه رسميًا من قبل رجا سيد علوي.
تم إعلان المسجد تراثًا وطنيًا في عام 1988 بموجب قانون التراث الوطني لعام 2005.